# Otto Plein
Karl Otto Hermann Plein (* 28. Februar 1873 in Neubreisach, Reichsland Elsaß-Lothringen; † 3. Januar 1960 in Wiesbaden-Sonnenberg) war ein deutscher Ministerialbeamter.

## Werdegang
Nach dem Abitur 1891 trat Plein in den Postdienst ein. Er war von 1901 bis 1903 Postmeister des deutschen Schutzgebietes Kamerun. Nach Rückkehr ins Deutsche Reich war er im Reichspostamt und im Reichspostministerium tätig. Ab 1930 war er Präsident der Oberpostdirektion Frankfurt am Main.

## Ehrungen
- 1953: Großes Verdienstkreuz der Bundesrepublik Deutschland